# Vollsmose

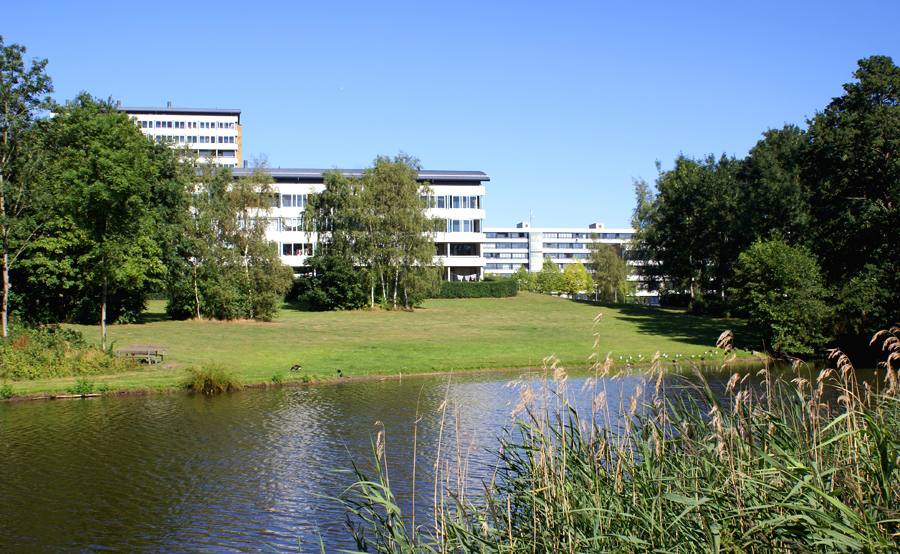
Bostadshus i Vollsmosse.

Vollsmose är en stadsdel i Odense i Danmark.
Behovet att öka antalet bostäder i Odense uppstod då stadens befolkningen översteg 100 000 på 1950-talet. Den 2 augusti 1966 tog den socialdemokratiske borgmästaren Holger Larsen det första spadtaget till höghusen i stadsdelen. Intentionen var att området skulle bli en självständig ort för medelklassen. I begynnelsen av områdets existens flyttade främst hantverkare och kommunanställda dit.
Under bostadsområdets uppförande ändrade sig förutsättningarna i och med oljekrisen 1973 och fördelaktigare skatteregler för fristående villor ledde till att medelklassen aldrig flyttade till Vollsmose, eftersom de föredrog att bo i radhus eller fristående villor. I mitten av 1970-talet stod 400 lägenheter tomma. Detta ledde till att hemlösa anvisades lägenheter i området. För en betydande del av invånarna var det inte ett aktivt val att flytta till stadsdelen; en tendens som förstärktes under de nästkommande 30 åren då medborgare av utländsk härkomst flyttade till Vollsmose.   Den 8 juni 2022, startade rivningen av ca 1000 lägenheter i Vollsmose, målet med den omfattande rivningen är att får bukt med områdets stora segregation.  